# スワーヴリチャード
スワーヴリチャード （英: Suave Richard、2014年3月10日 - ）は、日本の競走馬。主な勝ち鞍は2018年の大阪杯、2019年のジャパンカップ。
馬名の意味は、冠名＋人名より。

## 経歴

### デビュー前
2014年3月10日、北海道安平町のノーザンファームにて誕生。同年のセレクトセール当歳馬市場に上場され、株式会社MMB代表・竹内啓安によって1億5,500万円(税別)で落札された。

### 競走馬時代

#### 2歳（2016年）
9月11日、阪神競馬場の2歳新馬戦でデビューし、1番人気に推されるも差し切れずハナ差の2着に敗れた。続く未勝利戦を圧倒的人気に応えて快勝、初重賞挑戦となった東京スポーツ杯2歳ステークスでは直線追い込んだもののゴール手前で交わされて2着となった。

#### 3歳（2017年）
年明け初戦は共同通信杯に出走し、後続を突き放し2馬身半差の完勝を飾った。そしてクラシック第一戦の皐月賞では、フラワーカップを圧勝して注目を集めていた牝馬ファンディーナに次ぐ2番人気の支持を集めた。しかし、レコードタイムでの決着となったレースでは直線で伸びずに6着に敗退、初めて掲示板を外す結果に終わった。その後クラシック第二戦、東京優駿に出走。好位から追い込むも、スローペースで早め先頭に抜け出したレイデオロを捉えられずに2着となった。
秋初戦のアルゼンチン共和国杯は道中中団の内で追走すると直線で鋭く伸びてソールインパクトに2馬身半差つけて快勝した。暮れの有馬記念はキタサンブラックに次ぐ2番人気で出走。後方から追い込んでくるも内にもたれてしまい4着に敗れた。この時、シュヴァルグランとサクラアンプルールの進路を妨害したため、騎乗していたミルコ・デムーロ騎手は年明け開催2日間の騎乗停止処分を受け、本馬も平地調教注意処分となった。

#### 4歳（2018年）
4歳初戦の金鯱賞は2番手追走から直線で逃げ粘るサトノノブレスを捕らえ、半馬身差をつけて快勝した。そして、4月1日の大阪杯は後方待機から向こう正面で一気にまくりあげて前方に進出し、3コーナーで早めに先頭に立つと最後はペルシアンナイトの追撃を振り切ってGI初制覇を果たした。なお、この時の口取り式には当時中学生の田口貫太が参加していた。次走には初のマイル戦となる安田記念を選択。4頭のマイルG1勝ち馬をはじめとした有力馬達を抑えて1番人気に推されたが、伸びきれずに3着に敗れた。
夏場は休養に充て、ぶっつけで天皇賞（秋）に出走し、同期のクラシックホース3頭（アルアイン、レイデオロ、キセキ）などの強豪を抑えて1番人気に支持された。しかし、スタートで隣のマカヒキに寄られて最後方まで下がる不利に見舞われ、道中も淀みのない流れでポジションを押し上げることができず、鞍上のデムーロも直線半ばで諦めて追うのを止めて馬群に沈み、10着大敗となった。
その後はジャパンカップに出走し、圧倒的1番人気のアーモンドアイに次ぐ2番人気の支持を受けた。アーモンドアイを後ろから見る形でキセキの作り出したハイペースを4、5番手で追走したが、直線では前の2頭との差を詰められず3着に敗れた。アーモンドアイの勝ちタイム2分20秒6は世界レコードであり、本馬と4着シュヴァルグランの走破時計2分21秒5も、アルカセットの旧日本レコードを0秒6上回るタイムであった。（詳細は第38回ジャパンカップを参照）

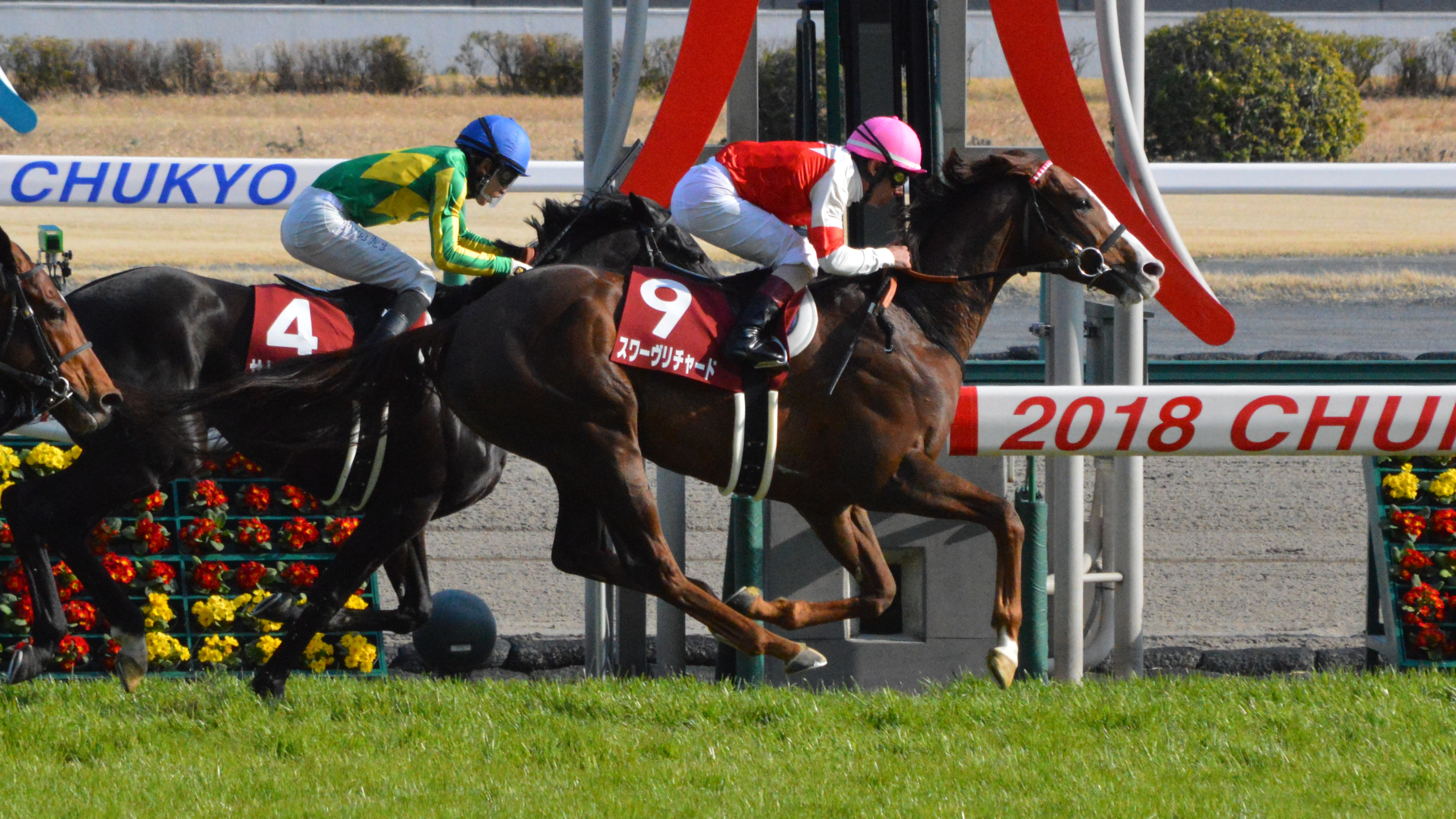
金鯱賞
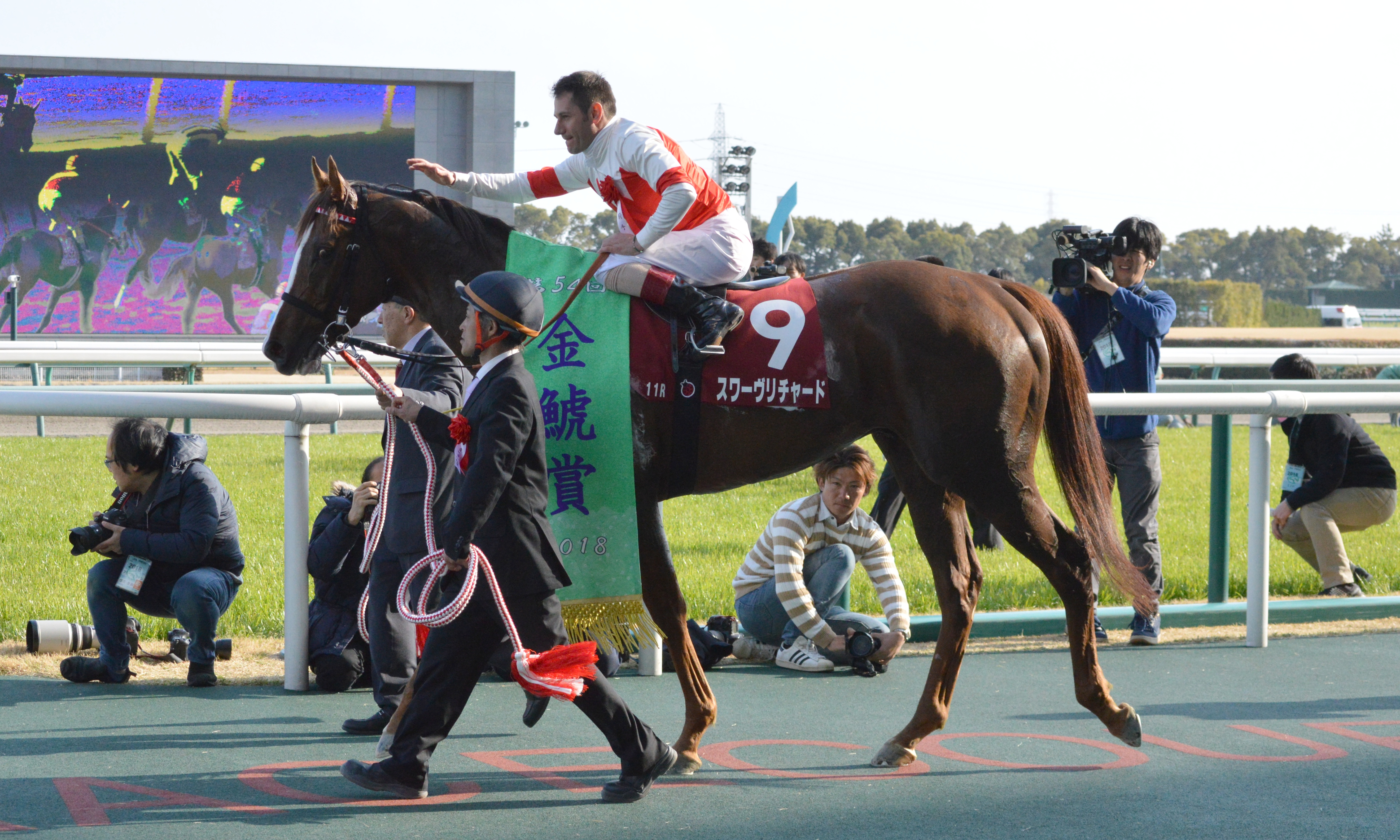
金鯱賞表彰式
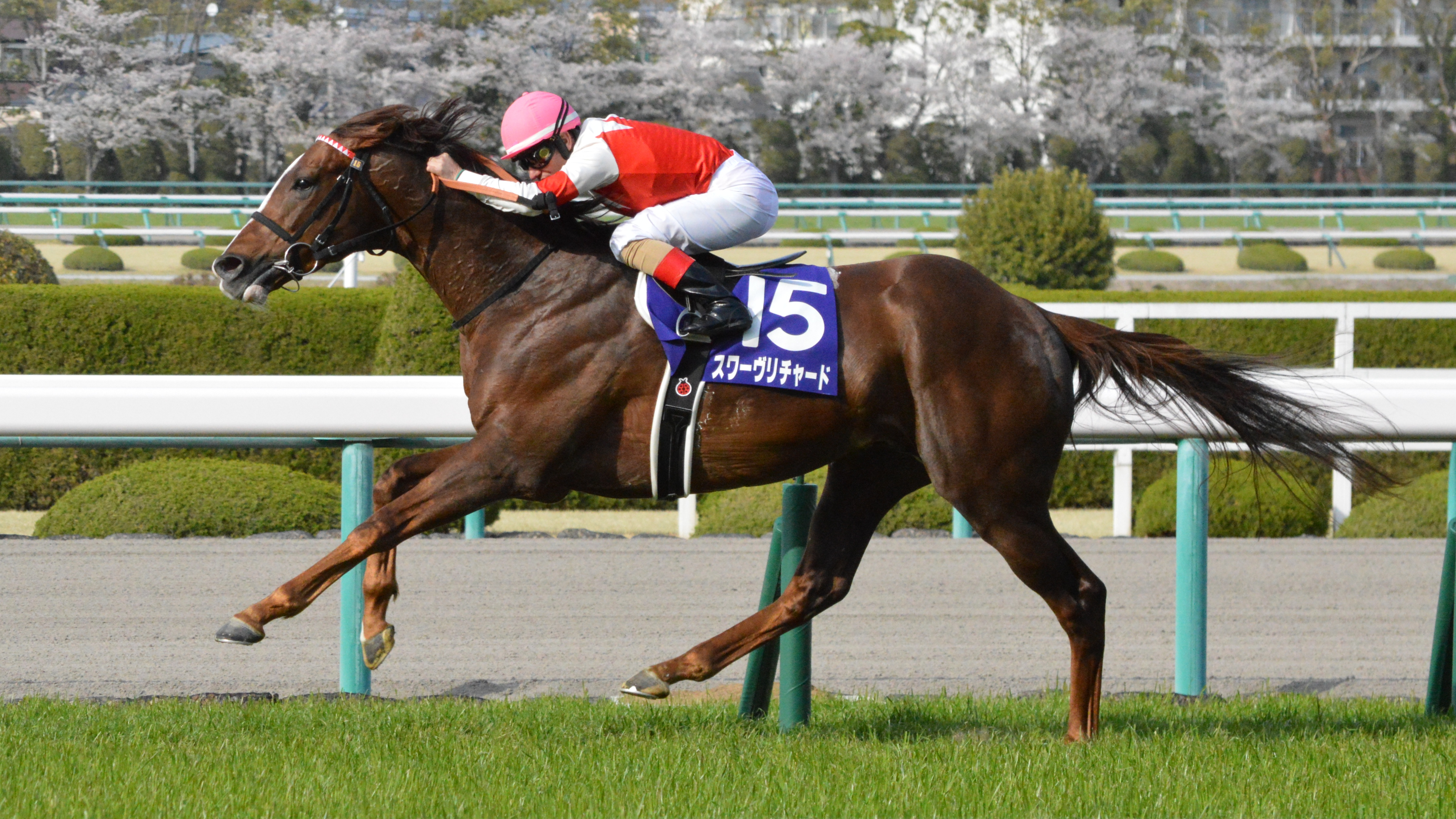
大阪杯
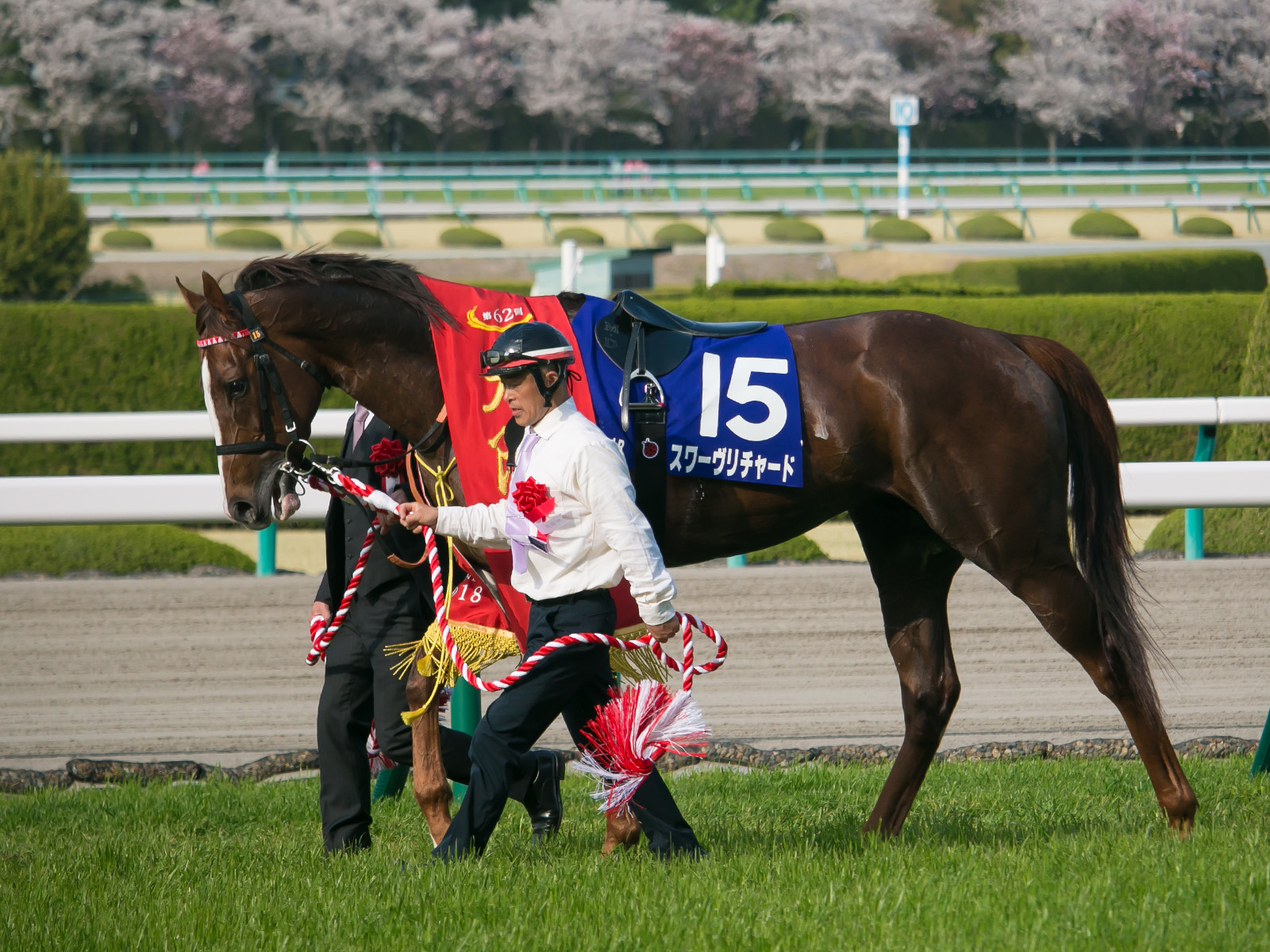
大阪杯表彰式・手前が久保淳二調教助手

#### 5歳（2019年）
5歳となった2019年は中山記念から始動した。当年の同レースには、後に香港のクイーンエリザベス2世カップを制するウインブライトや前年の皐月賞馬エポカドーロ、2017年の阪神ジュベナイルフィリーズを勝ったラッキーライラック、前年のマイルチャンピオンシップの勝ち馬ステルヴィオ、2017年の秋華賞馬ディアドラなどの豪華メンバーが揃った。レースはマルターズアポジーが前半の1000m58.2というハイペースで逃げてラッキーライラックが2番手、スワーヴリチャードは道中5,6番手を追走して直線に向いたが直線は思いのほか伸びず4着だった。
その後は、シュヴァルグランとレイデオロと共にドバイシーマクラシックに出走した。鞍上は主戦のデムーロが大阪杯でペルシアンナイトに騎乗するためジョアン・モレイラに乗り替わった。レースはレイデオロが逃げるという意外な展開の中スワーヴリチャードは道中最後方を追走して最後の直線では、先に抜けたオールドペルシアンをスワーヴリチャードとシュヴァルグランが追って最後はスワーヴリチャードはシュヴァルグランに競り負けて3着となった。
続いて国内GI初戦として宝塚記念を選択。ドバイで共に走ったレイデオロや菊花賞馬キセキらの同世代の有力馬含め6頭のGI馬が集まった好メンバーの中で、単勝6番人気とやや評価を落とす。レースでは馬群前の方先行策に出たリスグラシューを見る形で4、5番手を追走。3コーナーにかけて3番手に上がると直線では伸びを見せるも先に抜けたリスグラシューや逃げたキセキを捉えられず3着となった。（詳細は第60回宝塚記念を参照）
秋の始動戦となった天皇賞（秋）は横山典弘騎手との新コンビを結成。天皇賞史上最多の10頭のGI馬が集まる中で5番人気となった。レースは道中中団のインでロスなく運び直線に入ったが伸びきれず7着となった。（詳細は第160回天皇賞を参照）
続いてジャパンカップに出走。史上初の外国馬の参戦なしとなったものの、2016 - 2018年のダービー馬3頭、2017年の同レース覇者シュヴァルグランなどが出走を決め、ランフランコ・デットーリ をはじめとする7人の外国人騎手の騎乗も注目を集めるレースとなった。本馬もオイシン・マーフィー騎手との初コンビを結成し、単勝オッズは3番人気に推された。レースでは中団待機から徐々に位置取りを上げて、直線に入ると最内を突いて伸び脚を見せて前年の大阪杯以来のGI2勝目を果たした。また、本馬を管理する庄野靖志調教師、鞍上のマーフィーもジャパンカップ初優勝となった。レース後にマーフィーは「世界的に有名なジャパンカップを勝て、夢が叶ってとても嬉しい」と語った。（詳細は第39回ジャパンカップを参照）
ジャパンカップ後は有馬記念に出走。2番枠スタートから好位で積極的にレースを進めるも、勝負どころでは早くも手ごたえが怪しくなり、見せ場なく12着に終わった。レース後、鞍上のマーフィーは「ポジションなどは良かったと思いますが、残り800メートルで歩様がおかしくなってしまいました。何ともなければいいですが…」とコメントした。（詳細は第64回有馬記念を参照）

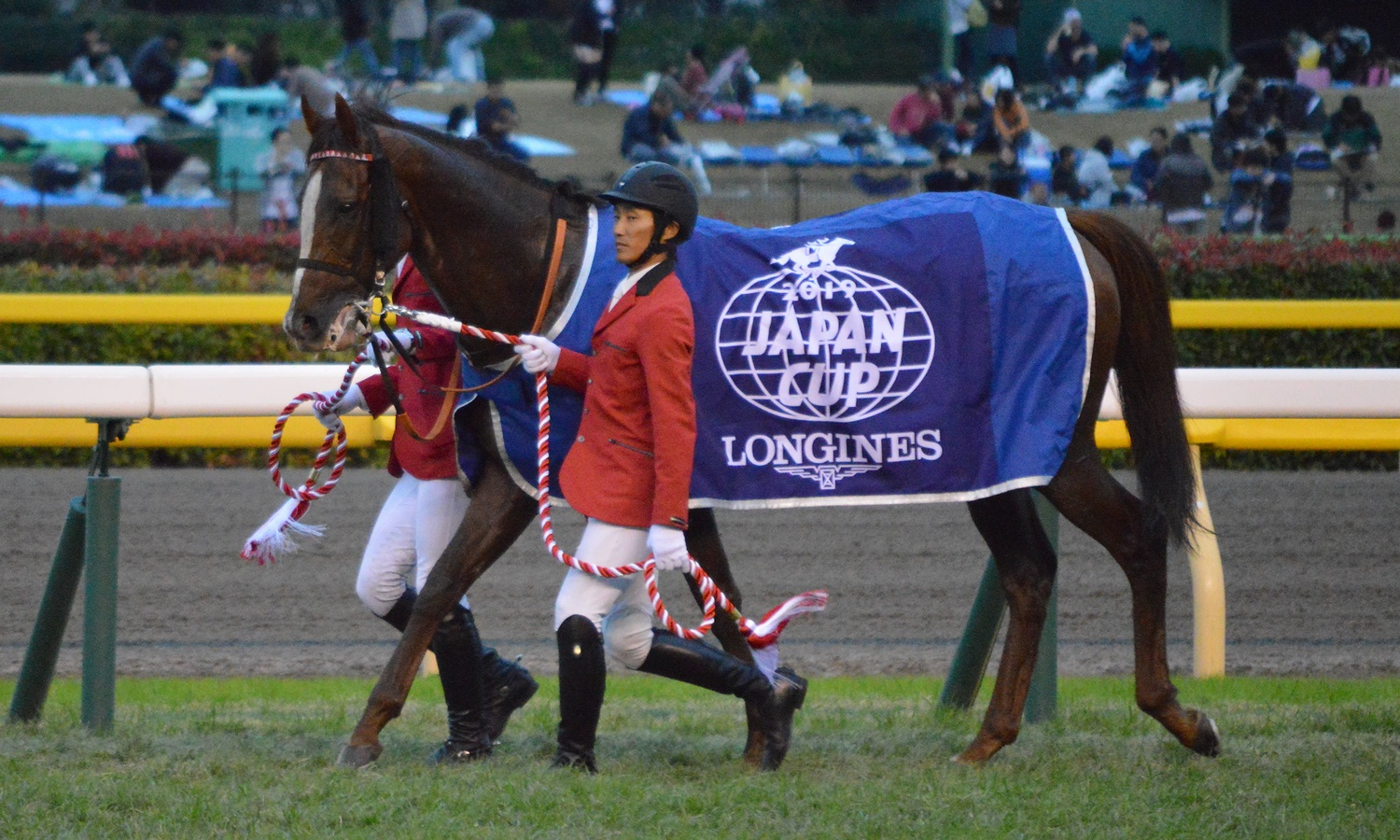
ジャパンカップ表彰式

#### 引退
2020年1月28日、管理調教師の庄野靖志から、現役引退および社台スタリオンステーションで種牡馬入りすることが発表された。庄野は「（有馬記念で）残り800メートルでマーフィーが違和感を覚えて無理をしませんでした。レース後、2週間ほどして右飛節に腫れと痛みが出始めました。幸い大事には至っておりませんが、（選出されていた）ドバイシーマクラシックを見送り、オーナーサイドと協議の結果、現役を引退することが決まりました」と経緯を説明している。

### 種牡馬時代
引退後は、社台スタリオンステーションで種牡馬入りした。初年度の種付け料は、200万となっている。2023年に初年度産駒がデビュー。6月24日の2歳新馬戦（東京芝1800m）でヴェロキラプトルが産駒初勝利を収めると、8月6日までに7勝をマークし新種牡馬リーディングを独走。2歳リーディングにおいてもトップのモーリスに次ぐ2位につける好調な滑り出しを見せた。11月4日にはコラソンビートが京王杯2歳ステークスを優勝し、産駒初の重賞制覇を達成。さらに、12月28日にはレガレイラがホープフルステークスを制し、産駒初のGI制覇を達成した。
産駒の活躍を受け、2024年の種付け料は前年から7.5倍の大幅アップとなる1500万円に設定された。この種付け料は、同牧場で繋養されている種牡馬の中ではコントレイル、エピファネイアと並んでキタサンブラックの2000万に次いで高額である。
2024年10月20日、アーバンシックが菊花賞を制し、産駒初のクラシック優勝を達成。12月22日、レガレイラが有馬記念を制し、産駒初のグランプリ優勝を達成。なお、3歳牝馬による有馬記念制覇は、1960年スターロツチ以来、64年ぶり2頭目の偉業となった。

## 競走成績
以下の内容はnetkeiba.comの情報に基づく。
| 競走日     | 競馬場   | 競走名               | 格   | 距離（馬場）  | 頭 数 | 枠 番 | 馬 番 | オッズ （人気） | 着順 | タイム （上がり3F） | 着差 | 騎手          | 斤量 [kg] | 1着馬（2着馬）         | 馬体重 [kg] |
| ---------- | -------- | -------------------- | ---- | ------------- | ----- | ----- | ----- | --------------- | ---- | ------------------- | ---- | ------------- | --------- | ---------------------- | ----------- |
| 2016.09.11 | 阪神     | 2歳新馬              |      | 芝2000m（良） | 9     | 8     | 9     | 001.70（1人）   | 02着 | R2:03.2（33.9）     | -0.0 | 0四位洋文     | 54        | メリオラ               | 506         |
| 0000.10.02 | 阪神     | 2歳未勝利            |      | 芝2000m（稍） | 10    | 7     | 7     | 001.10（1人）   | 01着 | R2:04.0（35.4）     | -0.2 | 0四位洋文     | 55        | （ピスカデーラ）       | 504         |
| 0000.11.19 | 東京     | 東スポ杯2歳S         | GIII | 芝1800m（稍） | 10    | 8     | 9     | 008.10（4人）   | 02着 | R1:48.3（33.6）     | -0.0 | 0四位洋文     | 55        | ブレスジャーニー       | 498         |
| 2017.02.12 | 東京     | 共同通信杯           | GIII | 芝1800m（良） | 11    | 1     | 1     | 003.10（2人）   | 01着 | R1:47.5（34.2）     | -0.4 | 0四位洋文     | 56        | （エトルディーニュ）   | 500         |
| 0000.04.16 | 中山     | 皐月賞               | GI   | 芝2000m（良） | 18    | 1     | 2     | 007.00（2人）   | 06着 | R1:58.2（34.3）     | -0.4 | 0四位洋文     | 57        | アルアイン             | 504         |
| 0000.05.28 | 東京     | 東京優駿             | GI   | 芝2400m（良） | 18    | 2     | 4     | 005.90（3人）   | 02着 | R2:27.0（33.5）     | -0.1 | 0四位洋文     | 57        | レイデオロ             | 492         |
| 0000.11.05 | 東京     | アルゼンチン共和国杯 | GII  | 芝2500m（良） | 16    | 2     | 4     | 002.00（1人）   | 01着 | R2:30.0（35.0）     | -0.4 | 0M.デムーロ   | 56        | （ソールインパクト）   | 502         |
| 0000.12.24 | 中山     | 有馬記念             | GI   | 芝2500m（良） | 16    | 7     | 14    | 004.50（2人）   | 04着 | R2:33.8（34.5）     | -0.2 | 0M.デムーロ   | 55        | キタサンブラック       | 510         |
| 2018.03.11 | 中京     | 金鯱賞               | GII  | 芝2000m（稍） | 9     | 8     | 9     | 001.60（1人）   | 01着 | R2:01.6（33.8）     | -0.1 | 0M.デムーロ   | 57        | （サトノノブレス）     | 520         |
| 0000.04.01 | 阪神     | 大阪杯               | GI   | 芝2000m（良） | 16    | 8     | 15    | 003.50（1人）   | 01着 | R1:58.2（34.1）     | -0.1 | 0M.デムーロ   | 57        | （ペルシアンナイト）   | 516         |
| 0000.06.03 | 東京     | 安田記念             | GI   | 芝1600m（良） | 16    | 1     | 1     | 002.80（1人）   | 03着 | R1:31.4（33.9）     | -0.1 | 0M.デムーロ   | 58        | モズアスコット         | 506         |
| 0000.10.28 | 東京     | 天皇賞（秋）         | GI   | 芝2000m（良） | 12    | 4     | 5     | 002.50（1人）   | 10着 | R1:58.3（34.1）     | -1.5 | 0M.デムーロ   | 58        | レイデオロ             | 510         |
| 0000.11.25 | 東京     | ジャパンC            | GI   | 芝2400m（良） | 14    | 7     | 11    | 006.50（2人）   | 03着 | R2:21.5（34.7）     | -0.9 | 0M.デムーロ   | 57        | アーモンドアイ         | 510         |
| 2019.02.24 | 中山     | 中山記念             | GII  | 芝1800m（良） | 11    | 8     | 10    | 005.60（4人）   | 04着 | R1:45.7（33.8）     | -0.2 | 0M.デムーロ   | 58        | ウインブライト         | 524         |
| 0000.03.30 | メイダン | ドバイシーマC        | G1   | 芝2410m（良） | 8     | 7     | 7     | 009.00（4人）   | 03着 |                     |      | 0J.モレイラ   | 57        | Old Persian            | 計不        |
| 0000.06.23 | 阪神     | 宝塚記念             | GI   | 芝2200m（良） | 12    | 8     | 11    | 008.80（6人）   | 03着 | R2:11.6（35.7）     | -0.8 | 0M.デムーロ   | 58        | リスグラシュー         | 524         |
| 0000.10.27 | 東京     | 天皇賞（秋）         | GI   | 芝2000m（良） | 16    | 2     | 4     | 019.10（5人）   | 07着 | R1:57.1（34.3）     | -0.9 | 0横山典弘     | 58        | アーモンドアイ         | 514         |
| 0000.11.24 | 東京     | ジャパンC            | GI   | 芝2400m（重） | 15    | 3     | 5     | 005.10（3人）   | 01着 | R2:25.9（36.5）     | -0.1 | 0O.マーフィー | 57        | （カレンブーケドール） | 516         |
| 0000.12.22 | 中山     | 有馬記念             | GI   | 芝2500m（良） | 16    | 1     | 2     | 017.50（5人）   | 12着 | R2:33.6（38.3）     | -3.1 | 0O.マーフィー | 57        | リスグラシュー         | 526         |

## 種牡馬成績

### 主な産駒
太字はGI競走を示す

#### グレード制重賞優勝馬
- 2021年産
  - レガレイラ（2023年ホープフルステークス、2024年有馬記念）[35]
  - コラソンビート（2023年京王杯2歳ステークス）[36]
  - スウィープフィート（2024年チューリップ賞）[37]
  - アドマイヤベル（2024年フローラステークス）[38]
  - アーバンシック（2024年菊花賞、セントライト記念）[39]

## 血統表
| スワーヴリチャードの血統  | スワーヴリチャードの血統                             | スワーヴリチャードの血統 | （血統表の出典）     | （血統表の出典） |
| 父系                      | サンデーサイレンス系                                 | サンデーサイレンス系     | サンデーサイレンス系 | [ § 2 ]          |
| 父 ハーツクライ 2001 鹿毛 | 父の父*サンデーサイレンス Sunday Silence 1986 青鹿毛 | Halo                     | Hail to Reason       | Hail to Reason   |
| 父 ハーツクライ 2001 鹿毛 | 父の父*サンデーサイレンス Sunday Silence 1986 青鹿毛 | Halo                     | Cosmah               |                  |
| 父 ハーツクライ 2001 鹿毛 | 父の父*サンデーサイレンス Sunday Silence 1986 青鹿毛 | Wishing Well             | Understanding        | Understanding    |
| 父 ハーツクライ 2001 鹿毛 | 父の父*サンデーサイレンス Sunday Silence 1986 青鹿毛 | Wishing Well             | Mountain Flower      |                  |
| 父 ハーツクライ 2001 鹿毛 | 父の母アイリッシュダンス 1990 鹿毛                   | *トニービン              | *カンパラ            | *カンパラ        |
| 父 ハーツクライ 2001 鹿毛 | 父の母アイリッシュダンス 1990 鹿毛                   | *トニービン              | Severn Bridge        |                  |
| 父 ハーツクライ 2001 鹿毛 | 父の母アイリッシュダンス 1990 鹿毛                   | *ビューパーダンス        | Lyphard              | Lyphard          |
| 父 ハーツクライ 2001 鹿毛 | 父の母アイリッシュダンス 1990 鹿毛                   | *ビューパーダンス        | My Bupers            |                  |
| 母 *ピラミマ 2005 黒鹿毛  | 母の父Unbridled's Song 1993 芦毛                     | Unbridled                | Fappiano             | Fappiano         |
| 母 *ピラミマ 2005 黒鹿毛  | 母の父Unbridled's Song 1993 芦毛                     | Unbridled                | Gana Facil           |                  |
| 母 *ピラミマ 2005 黒鹿毛  | 母の父Unbridled's Song 1993 芦毛                     | Trolley Song             | Caro                 | Caro             |
| 母 *ピラミマ 2005 黒鹿毛  | 母の父Unbridled's Song 1993 芦毛                     | Trolley Song             | Lucky Spell          |                  |
| 母 *ピラミマ 2005 黒鹿毛  | 母の母*キャリアコレクション 1995 鹿毛                | General Meeting          | Seattle Slew         | Seattle Slew     |
| 母 *ピラミマ 2005 黒鹿毛  | 母の母*キャリアコレクション 1995 鹿毛                | General Meeting          | Alydar's Promise     |                  |
| 母 *ピラミマ 2005 黒鹿毛  | 母の母*キャリアコレクション 1995 鹿毛                | River of Stars           | Riverman             | Riverman         |
| 母 *ピラミマ 2005 黒鹿毛  | 母の母*キャリアコレクション 1995 鹿毛                | River of Stars           | Star Fortune         |                  |
| 母系(F-No.)               | (FN:1-a)                                             | (FN:1-a)                 | (FN:1-a)             | [ § 3 ]          |
| 5代内の近親交配           | なし                                                 | なし                     | なし                 | [ § 4 ]          |
| 出典                      | 1. 2. 3. 4.                                          | 1. 2. 3. 4.              | 1. 2. 3. 4.          | 1. 2. 3. 4.      |

- 半兄バンドワゴンは2014年のきさらぎ賞2着馬[42]。
- 4代母の半弟に1981年のフューチュリティトロフィー、1982年のインターナショナルステークスを制したBeldale Flutter（フサイチソニックの母の父）がいる。